# John Willett
John Willett (24 de junho de 1917 - 20 de agosto de 2002) foi um professor, jornalista e diretor teatral britânico, reconhecido mundialmente como um dos importantes tradutores e divulgadores da obra de Bertolt Brecht ao inglês.

## Formação Acadêmica
Willett se formou na Universidade de Oxford, Inglaterra, estudou música e cenografia.
Willett começou sua carreira profissional como cenógrafo, interrompida pela Segunda Guerra Mundial servindo na Africa e na Itália. Depois da guerra trabalhou no jornal inglês Manchester Guardian de 1948 a 1951, trabalhando depois no suplemento literário do The Times até 1967.

## Vida artística
Willett tornou-se depois tradutor, editor e jornalista free-lance e diretor teatral, além de professor. Ele tornou-se famoso nos círculos acadêmicos por seu trabalho de tradução, principalmente da política e cultura alemã

## Brecht
A admiração do trabalho de Bertolt Brecht por Willett começou em 1930. Primeiro ele estudou o cenário brechtiano. Depois da II Guerra, tornou-se amigo pessoal de Brecht. Esta amizade teve momentos difíceis por causa da discórdia sobre o pacto Hitler-Stalin, mas voltou a bons termos com a admiração de ambos sobre escritos do romano Públio Cornélio Tácito.